# Alannah Myles
Pour les articles homonymes, voir Myles.
Alannah Myles (née Byles) le 25 décembre 1958 à Toronto, est une chanteuse canadienne, célèbre pour sa chanson Black Velvet qui a connu un succès international.

## Biographie
Alannah Myles naît le 25 décembre 1958 à Toronto. Son père est un pionnier de la radiodiffusion canadienne, William Douglas Byles (1914-1988), entré au Hall of Fame de l'association canadienne des radios et TV privées (Canadian Association of Broadcasters (en)) en 1997.
Alannah Myles commence à écrire des chansons vers l'âge de 9 ans. Trois ans plus tard, elle chante dans un groupe pour le Festival de musique Kiwanis à Toronto. A 18 ans, elle se lance dans des concerts en solo dans le sud de l'Ontario : elle y rencontre Christopher Ward, auteur-compositeur travaillant pour la Warner Music Group. Il l'aide à former son propre groupe où elle interprète des reprises de rock et de blues, tout en travaillant sur ses propres œuvres.
À 19 ans, elle change son nom de famille en Myles après avoir décidé de poursuivre une carrière dans le spectacle. Vers 25 ans, Ward et elle commencent à collaborer avec David Tyson (en), musicien canadien.
Elle apparaît dans un épisode de la série télévisée The Kids of Degrassi Street (1984), dans lequel elle joue le rôle d'une chanteuse en herbe et mère célibataire. Elle participe à plusieurs productions télévisées et cinématographiques, surtout dans des rôles mineurs.
Après plus d'une décennie de mannequinat, de petits rôles dans des séries télé et de publicités pour payer des démos musicales (toutes refusées au Canada), elle peut enfin enregistrer le master de trois chansons dont Who Loves You accompagné d'une vidéo de Just One Kiss, réalisée par la photographe Deborah Samuel. Grâce au financement de son co-compositeur, Christopher Ward, également vidéo-jockey sur la chaîne de télé MuchMusic, elle signe son premier contrat avec Atlantic Records en 1987. En mai 1989, elle sort son premier album éponyme (Alannah Myles) puis elle part en tournée internationale pour dix-huit mois. L'album est certifié disque de diamant au Canada après s'être vendu à plus d'un million d'exemplaires. Elle devient la seule artiste canadienne à avoir décroché ce prix pour un premier album. Ce premier album aurait été vendu à six millions d'exemplaires à l'international.
Dans cet album, quatre chansons ont été classées au Top 40 : Love Is, Lover of mine (no 1 au Canada), Still Got This Thing For You et surtout Black Velvet, devenu un hit mondial (il a été classé no 1 pendant deux semaines au Top 40 aux États-Unis). Ce dernier titre permet à Myles de remporter en 1991 le Grammy Award dans la catégorie "meilleure performance vocale rock féminine".
En 1992, elle produit un second album, Rockinghorse, qui comprend les singles Song Instead Of A Kiss (écrit et composé par Myles, Nancy Simmonds et le poète canadien Robert Priest) et Our World, Our Times. Elle reçoit une nomination aux Grammy Awards pour l'album et plusieurs prix internationaux, dont un Prix Juno et le prix du public Much Music pour cette deuxième chanson.
En 1993, Myles est à nouveau nommée aux Grammy Awards dans la catégorie "meilleure performance vocale rock féminine" pour la chanson-titre Rockinghorse (face B de Song Instead of a Kiss, premier single de l'album). Song Instead Of A Kiss, ballade jouée par 60 musiciens, pourtant classée à la 1e place dans plusieurs stations de radio à travers le monde, a rencontré peu de succès aux États-Unis, où le public était plus habitué à Black Velvet.
En 1995, Alannah Myles sort son dernier album chez Atlantic Records : A-lan-nah a connu un succès moindre, avec aucune chanson dans le Top 40, mais seulement deux titres classés dans le Top 100 (Wind Blow, Blow et Family Secret). 
En 1997, avec l'aide de son manager Miles Copeland III (frère de Steward Copeland), elle signe avec le label Ark 21 Records. Cela lui permet de sortir l'album A Rival, dans lequel figure le titre Bad 4 You classé au Top 40. La chanson a été écrite et enregistrée par Myles, Desmond Child et Eric Bazilian au château de Grand Brassac, retraite musicale de Copeland. Par la suite, Myles publie deux compilations (en 1998 et 2001) et quitte Ark 21 Records. Elle se fait discrète durant une décennie, tout en voyageant au Canada et en Europe. En 2001, Myles chante en duo avec Michael Sadler du groupe Saga, pour une reprise de Don't Give Up de Peter Gabriel et Kate Bush (en face B du single de Saga Money Talks). En 2004, elle sort une autre reprise : I Can't Stand The Rain, avec Jeff Healey à la guitare, pour un album d'hommage à Tina Turner (What's Love? A Tribute To Tina Turner).
En février 2005, elle participe avec le groupe suédois Kee Marcello K2 à la troisième demi-finale de la Melodifestivalen, la sélection nationale suédoise pour le Concours Eurovision de la chanson. Leur chanson We Got It All  marque très peu de points et termine 7e sur huit chansons, mais elle réussit à faire les gros titres des médias en Suède. La seule nouveauté en solo de Myles en dix ans est un EP hommage à Elvis Presley, sorti en août 2007, pour célébrer le 30e anniversaire de la mort du King, qui comporte deux nouvelles chansons et un ré-enregistrement de Black Velvet.
En avril 2009, elle sort son cinquième album studio : Black Velvet, avec un nouvel enregistrement de sa chanson du même nom et dix nouveaux titres inédits. Comme elle l'avait évoqué en mai 2008 dans un entretien télévisé, elle finance et elle co-produit cet album, sous le label Linus Entertainment / True North. Le clip vidéo de la chanson Trouble la met en scène avec un jug band. Cette chanson lui permet de décrocher une mention "honorable", comme finaliste de la catégorie blues à l'édition 2009 du concours International Songwriting . Myles remporte aussi la 15e édition du concours d'écriture de chanson aux Etats-Unis, à la fois pour la meilleure chanson rock / alternative et comme finaliste du grand prix pour un titre, écrit et composé avec Nancy Simmonds : Give Me Love de l'album Black Velvet. La chanson Black Velvet a été sélectionnée pour être une des quatre reprises de l'émission de télé-réalité Cover Me Canada. Myles prévoit aussi de sortir un album de blues vintage et de publier une autobiographie intitulée, "Alannah Myles - Black Velvet The Story". Elle assure la promotion de l'album avec des concerts en Europe en mars 2011 et 2012.
Après avoir mis fin à son contrat avec Linus Entertainment en août 2013, l'album Black Velvet est rebaptisé 85bpm, dans un nouveau design pour son 25e anniversaire (avec des photographies de la Canadienne Deborah Samuel). Un nouveau titre est publié : une reprise deCan't Stand the Rain, écrit par Anne Peebles et produit par Michael Borkosky, avec un solo de guitare du Canadien Jeff Healey, ré-enregistré sur le nouveau label indépendant de Myles, Fascinate inc., distribué numériquement par Tuncecore.com, avec un CD et DVD du concert du 25e anniversaire, tous les deux distribués par Amazon.

## Discographie
- Alannah Myles (1989)
- Rockinghorse (1992)
- A-lan-nah (1995)
- A Rival (1997)
- Alannah Myles: The Very Best Of (1999)
- Black Velvet (2009)